# Komemiyut
Komemiyut, parfois orthographié Qomemiyyut, est un moshav (communauté agricole) ultra-orthodoxe situé dans le district sud d'Israël non loin de la ville de Kiryat Gat. Fondé en 1950, le village compte une population de 537 habitants en 2017.
Komemiyut fait partie du conseil régional de Shafir.